# Muhàmmad ibn Yaqut
Abu-Bakr Muhàmmad ibn Yaqut (mort en 935) fou un prefecte de la policia de Bagdad, hàjib o camarlenc i cap de l'exèrcit durant el Califat Abbàssida.
Era fill de Yaqut, hàjib del califa al-Múqtadir, i fou nomenat prefecte de policia el 930. Eren temps de poca autoritat i la guàrdia turca era qui tenia el control de la ciutat i terroritzava a la gent. Muhàmmad va participar en una lluita entre la infanteria i la cavalleria a favor d'aquesta i els infants foren massacrats salvant-se només un destacament de negres que es va rendir (febrer de 930).
Uns mesos després la cavalleria es va amotinar demanant augment de sou però foren expulsats de la ciutat amb el suport de l'amir principal Munis, que els va acabar derrotant prop de Wasit. Però després Munis i Muhàmmad es van enfrontar i Munis va obtenir la destitució del prefecte (estiu del 931). Munis va exigir el desterrament del seu rival, però el califa va refusar. Munis llavors va amenaçar amb una revolta armada i el califa va cedir. Muhàmmad fou enviat a Sistan (juliol del 931).
Aviat el califa i Munis es van enfrontar i el primer va cridar Muhàmmad, que va tornar el gener del 932. El califa li va donar un exèrcit i el va enviar a la regió de Takrit, a al-Mashuk, però Munis va sortir de Mossul i les tropes de Muhàmmad (amb Sad ibn Hamdan com a lloctinent) van retornar a Bagdad sense lluitar. Victoriós Munis i assassinat al-Múqtadir (octubre del 932). Muhàmmad va fugir amb el fill del califa, Abd-al-Wàhid, i alguns dels seus partidaris, i van arribar a Madain i després a Wasit on la major part de les tropes els van abandonar; les tropes del nou califa al-Qàhir, manades pel turc Yalbak, s'acostaven a Wasit i el fill del califa i Muhàmmad van fugir a Tustar. Abd-al-Wàhid es va acabar rendint i Muhàmmad va entrar en negociacions amb Yalbak i finalment va obtenir el perdó del nou califa, podent tornar a Bagdad.
El 934 va pujar al tron ar-Radi (934-940), fill d'al-Múqtadir sobre el que va agafar tant d'ascendent que es podia considerar que llavors fou el verdader sobirà. Fou nomenat camarlenc i cap de l'exèrcit deixant en posició subalterna al visir Ibn Muqla.
El cosí de l'antic califa al-Múqtadir, Harun ibn Gharib, havia estat nomenat governador dels districtes de Mah al-Kufa, ad-Dinawar i Masabadhan, i ara havia donat senyals que es volia fer independent. Muhammad va enviar contra ell un exèrcit i es va lliurar batalla ell maig del 934 i les forces de Muhammad foren derrotades. Però Harun va caure al cap de poc del cavall i fou mort per un esclau de Muhammad i la resistència es va acabar.
Aconsellat per Ibn Mukla, que el considerava massa influent, el califa al-Radi el va fer arrestar el 12 d'abril del 935 junt amb el seu germà Mudhàffar ibn Yaqut i el secretari Abu-Ishaq al-Qararití. Muhàmmad va morir a la presó abans d'acabar l'any 935.